# 香港道教聯合會雲泉學校
香港道教聯合會雲泉學校（英語：Hong Kong Taoist Association Wun Tsuen School）是一所設於香港觀塘區秀茂坪的津貼小學，於1969年在同區牛頭角上邨創校，2025年1月遷入現址。

## 歷史
此校原名為「香港道教聯合會學校」，為香港道教聯合會開辦的第一間小學，於1969年創立，首年招收小一至小五各級。此校原為半日制學校，後因觀塘區適齡學童大跌而改為全日制至今。
由於2001年收生由四班暴跌至只有兩班，此校在2002/03學年開始錄取少數族裔學生，其比例亦逐步增至80%，以求續辦。亦因如此，此校需要改以英語授課，並維持至今。及後，此校再於2008年起獲教育局列為非華語學生「指定學校」之一。
由於此校於2009年獲得雲泉仙館捐款，以資助校舍改善工程，遂改名為「雲泉學校」，並一直沿用至今。
此校曾為同系青松中學之聯繫學校，有15%中一學額預留予此校小六畢業生，但有關聯繫自2016年起已經解除。
由於原有校舍空間嚴重不足，此校自2008年起曾四度競投新校舍，直至2018年中申請才獲受理，並獲分配鄰近安泰邨的擬建校舍。新校舍已於2024年10月24日交付，完成裝修後於2025年1月啟用。

## 校舍

### 牛頭角上邨舊校舍
雲泉學校現時的校舍為一所「火柴盒」小學，佔地1,800平方米，設有24間課室及少量特別室，並與毗鄰的閩僑小學共用操場。
值得一提的是，這兩間小學亦是牛頭角上邨重建計劃中，極少數獲原址保留的建築物之一。
在新校舍2025年1月啟用後，現時校舍已由房屋署收回，並短暫租借予一團體作短期用途。

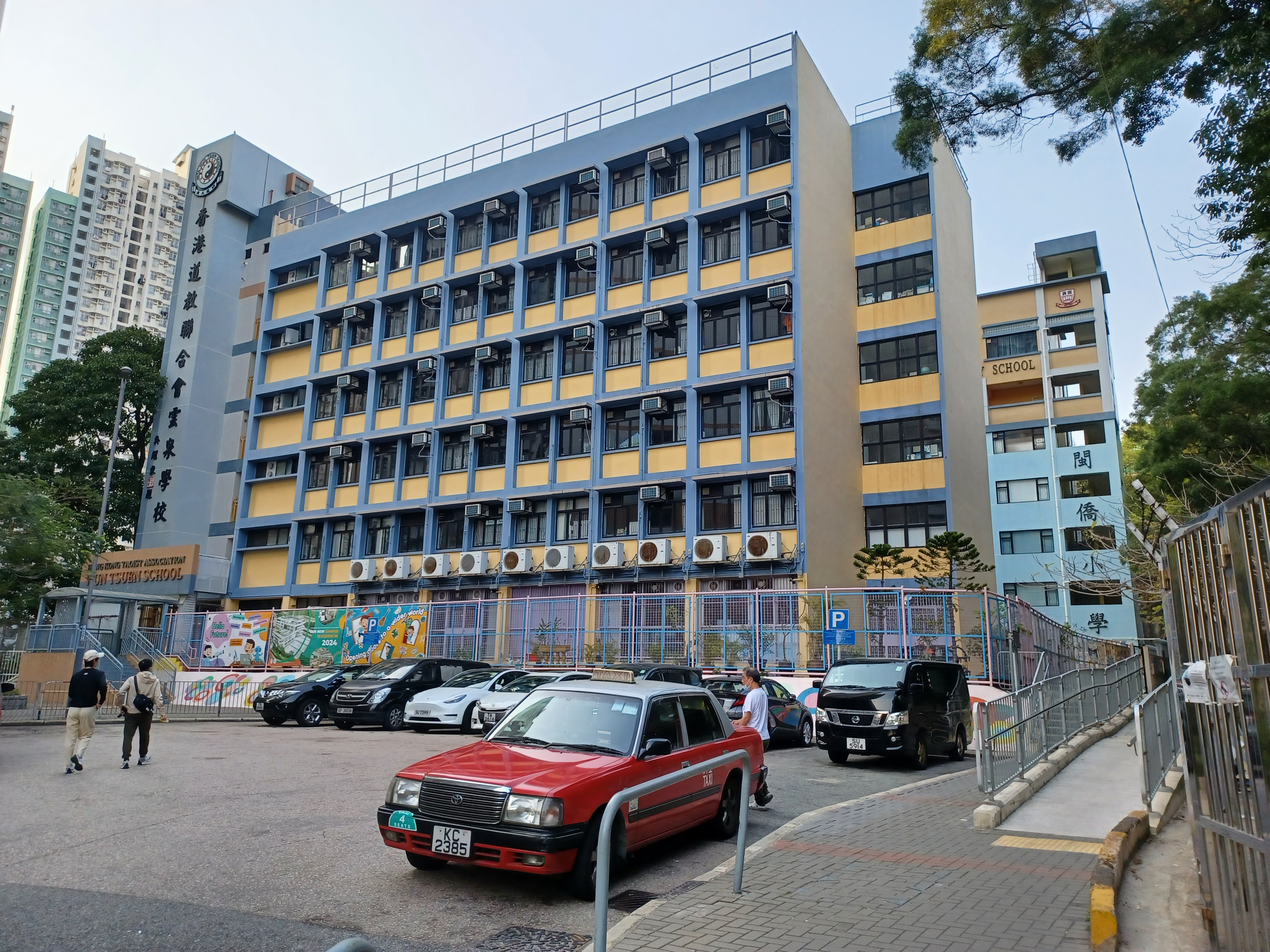
舊校舍前方（2023年3月）
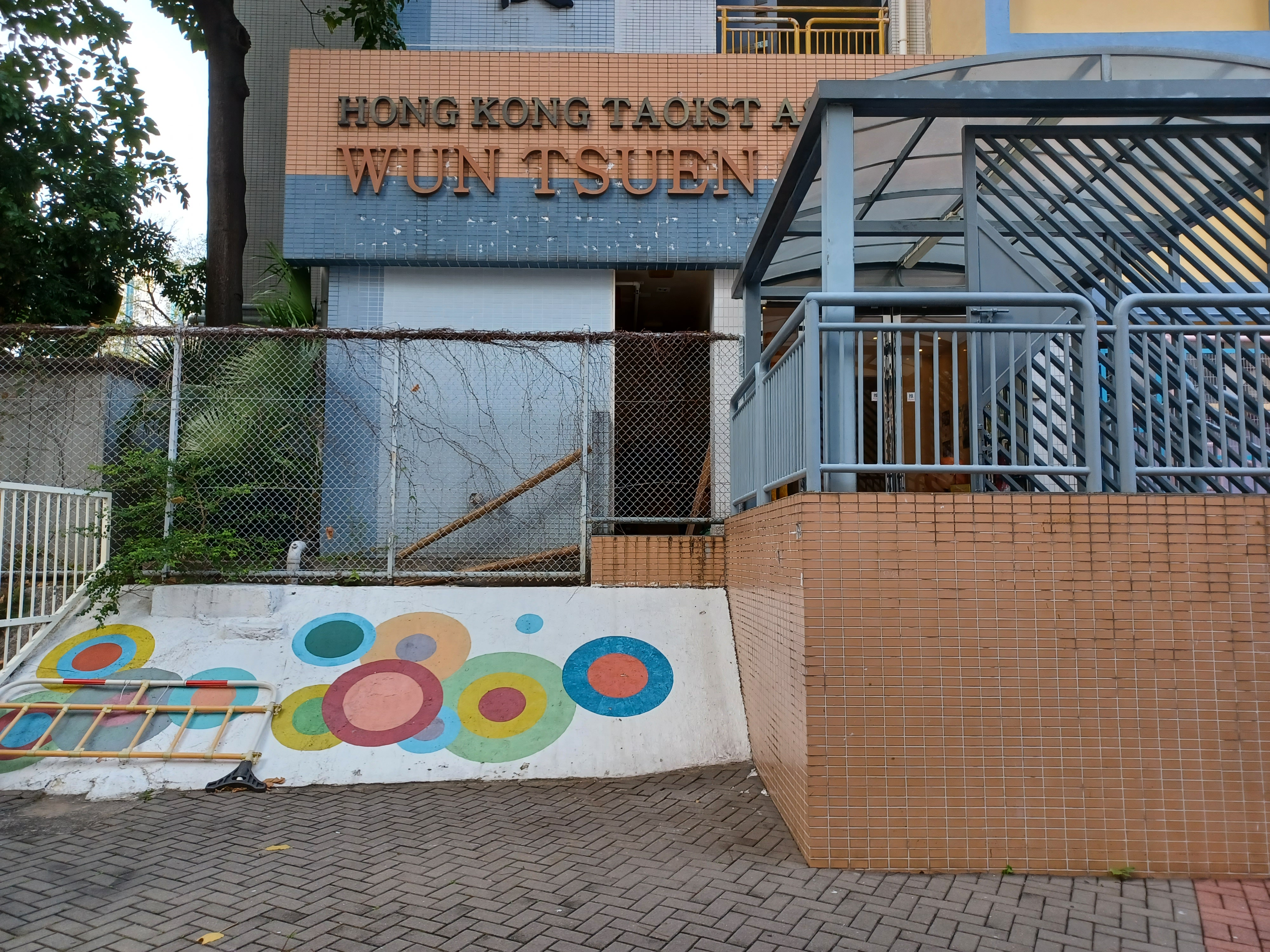
舊校舍（2023年3月）
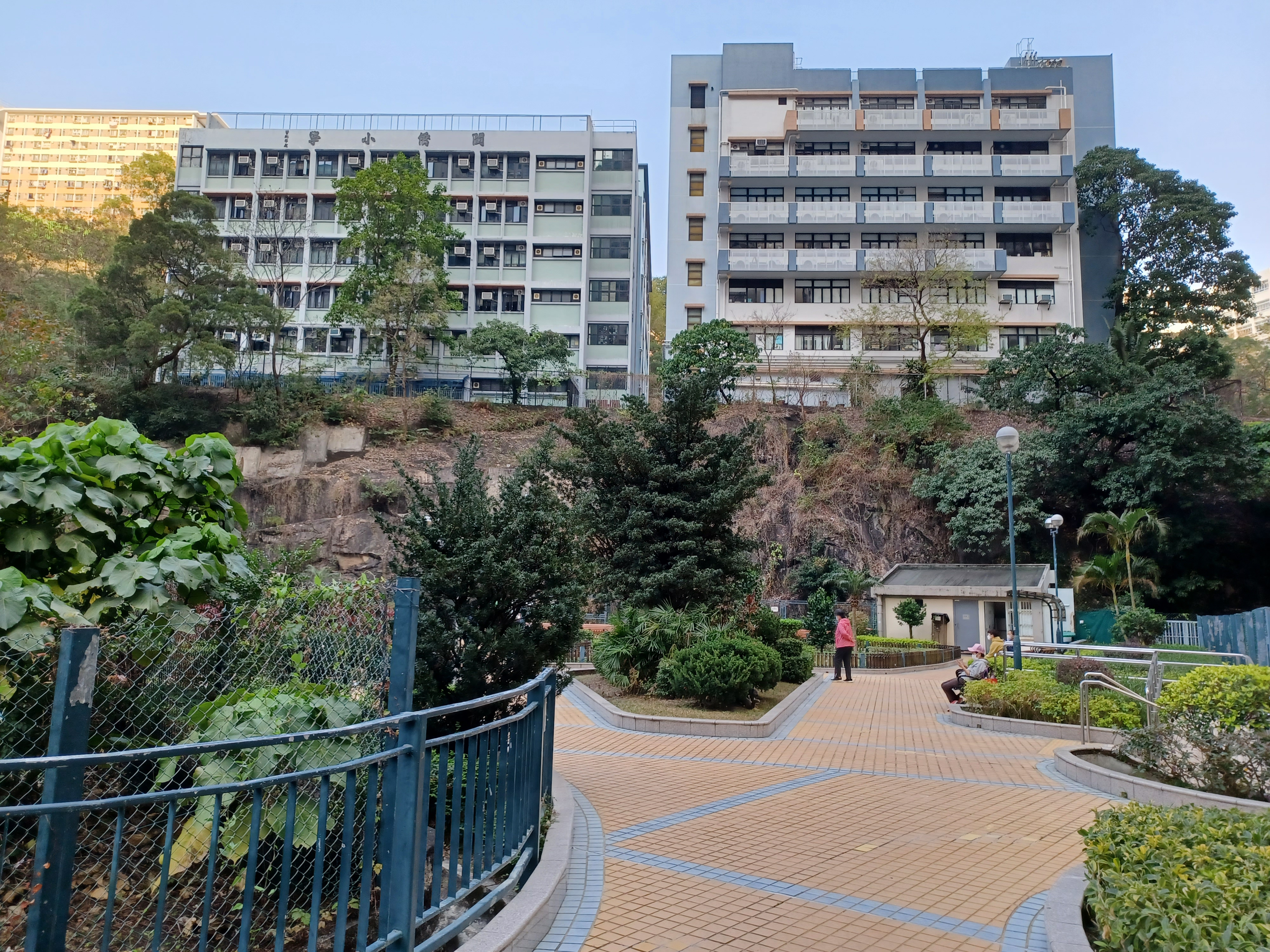
閩僑小學與此校舊校舍（右）（2023年3月）
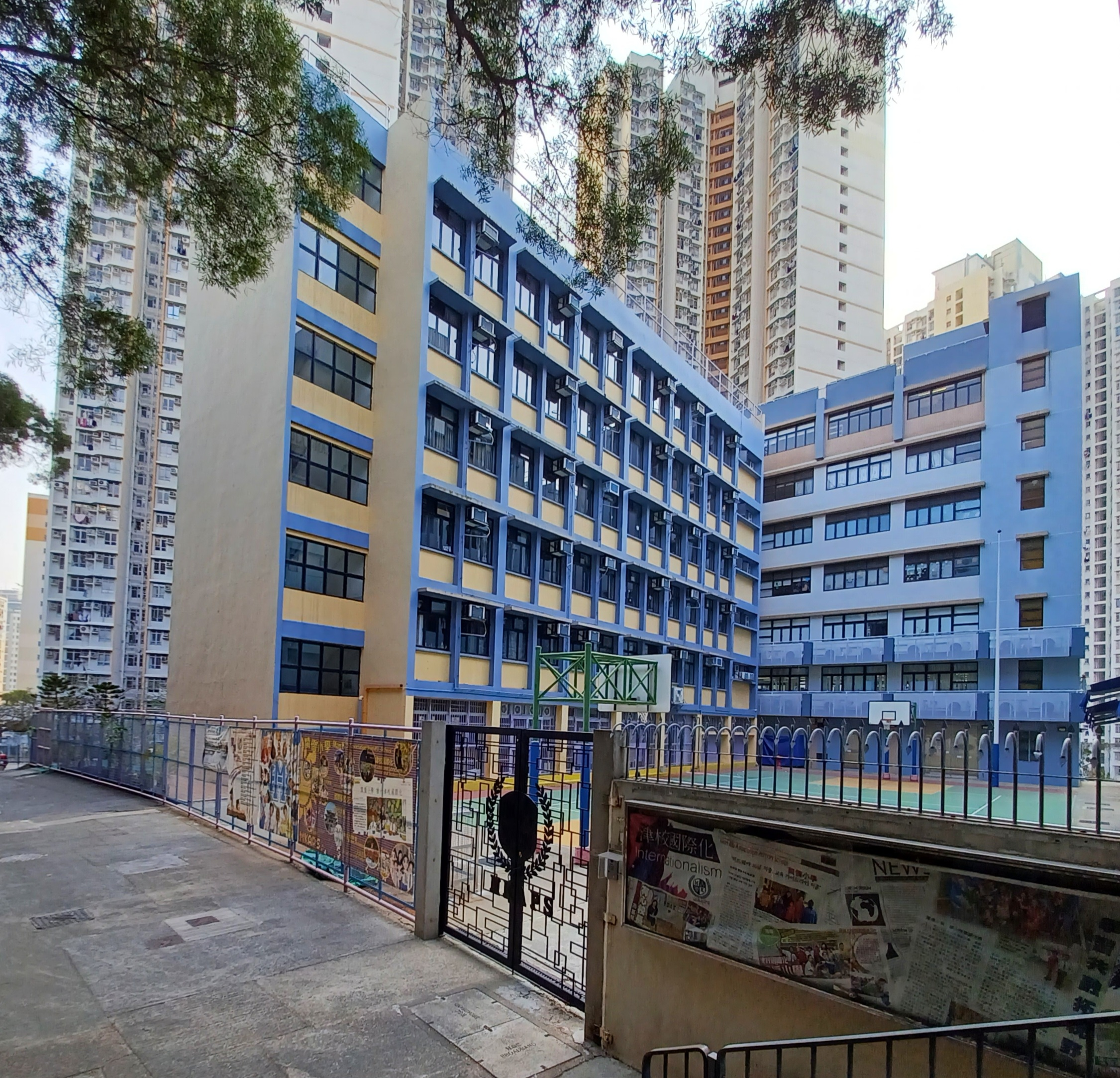
舊校舍（2023年3月）

### 秀茂坪現存校舍
此校現存校舍位於安茵街2號，鄰近安泰邨。校舍採用後千禧設計，佔地7,170平方米，設30間課室及各種特別室，並由一個附有梯級的中庭貫通全校。
該校舍由李景勳、雷煥庭建築師事務所設計，而承建商為俊和集團。
新校舍建設計劃已於2021年1月交付立法會教育事務委員會，並於同年9月中交付工務小組委員會及財委會審議，隨後在同年12月動工。
值得一提的是，此校是全港首四座採用預製組件技術興建的後千禧校舍之一。

#### 現存校舍建設圖集

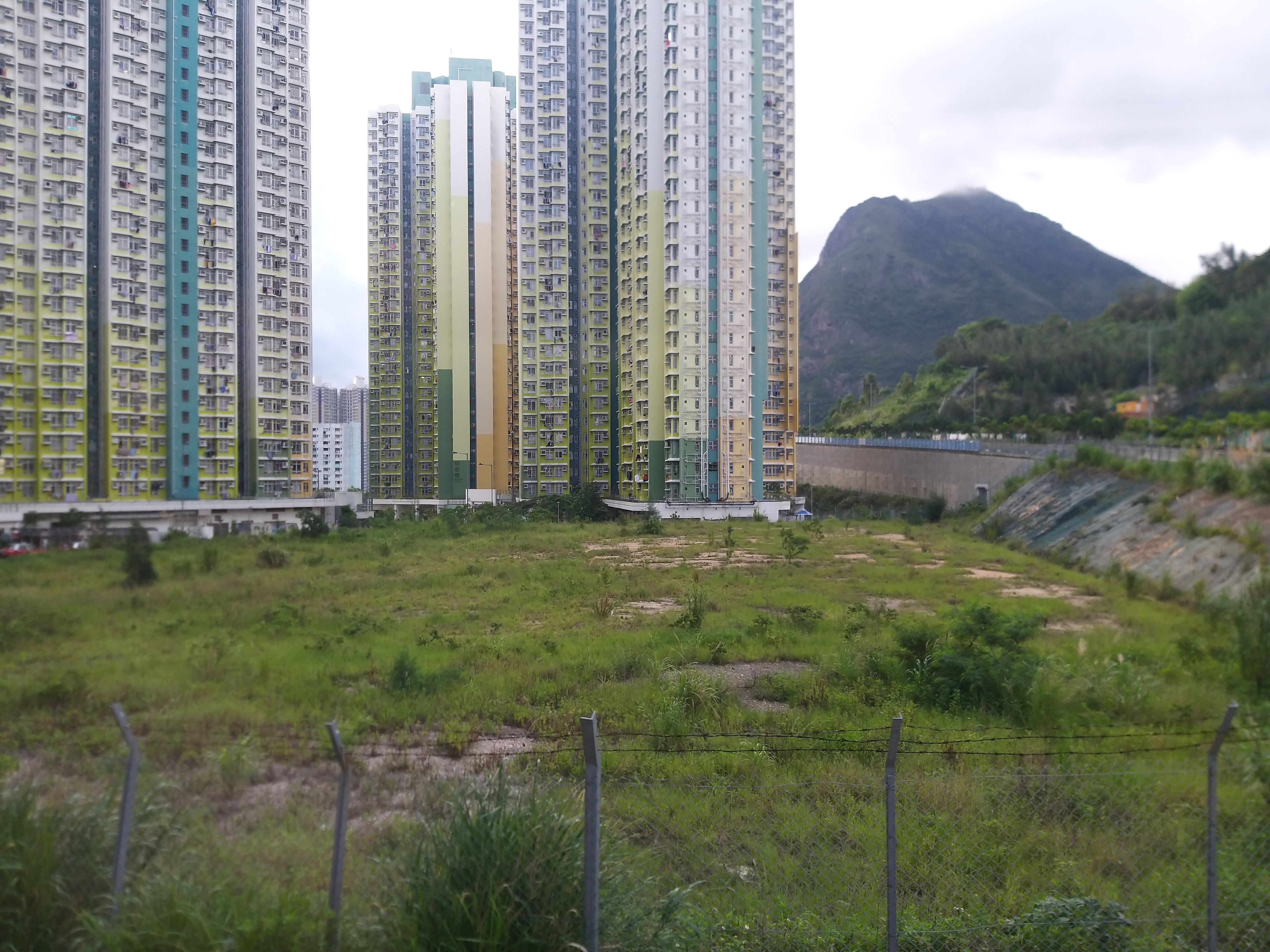
動工前，2021年7月
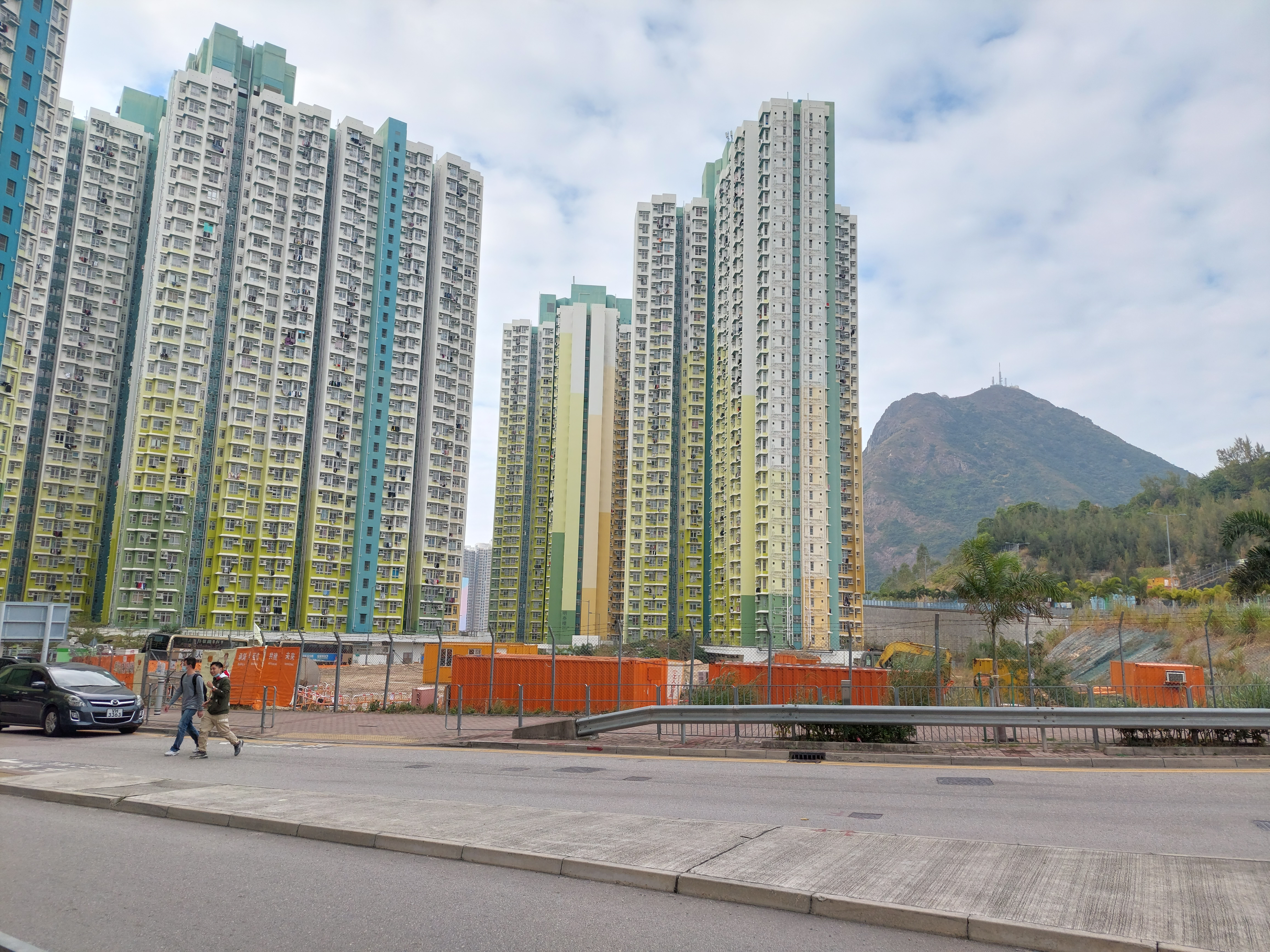
剛動工，2021年12月
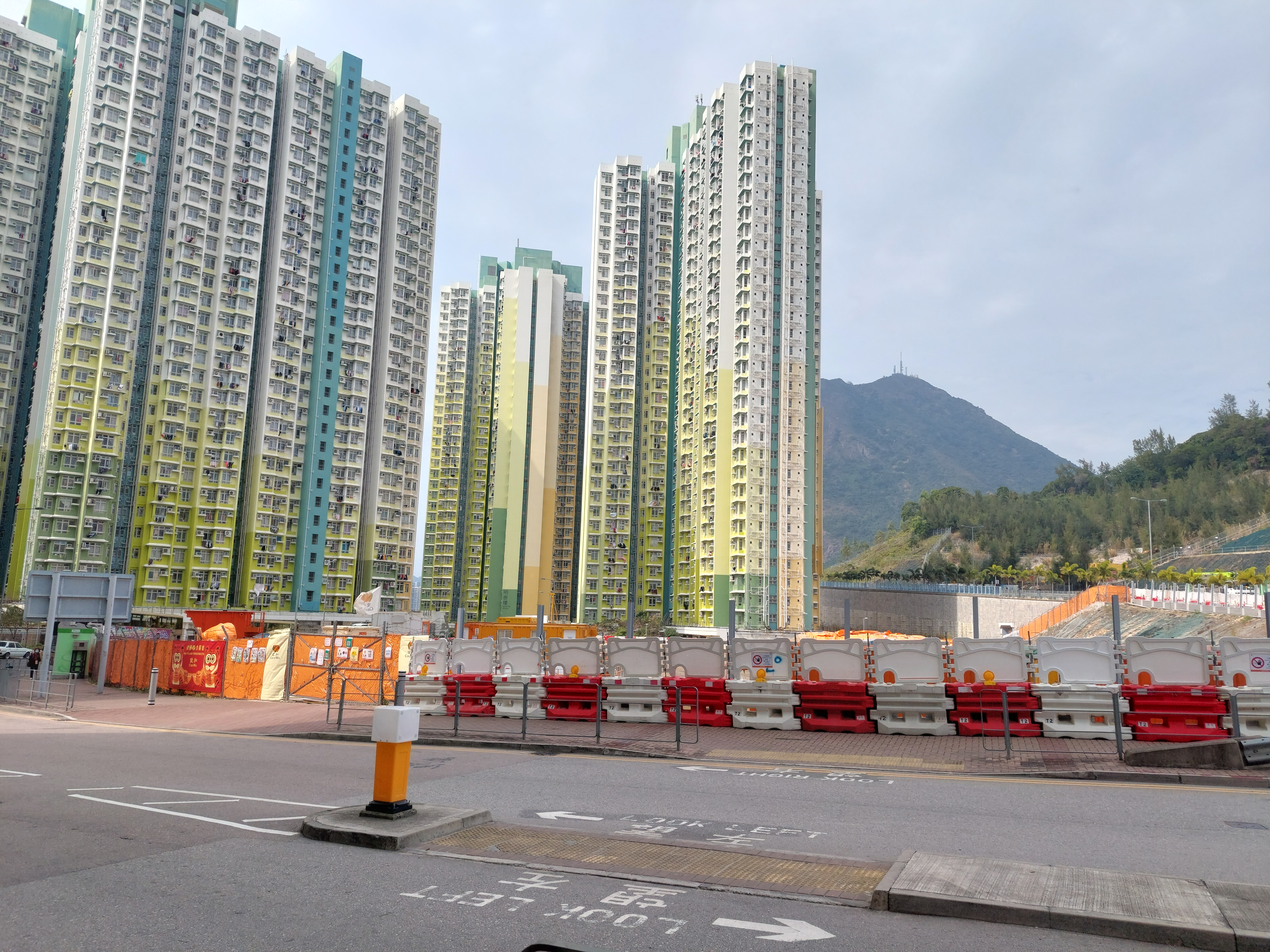
2022年2月
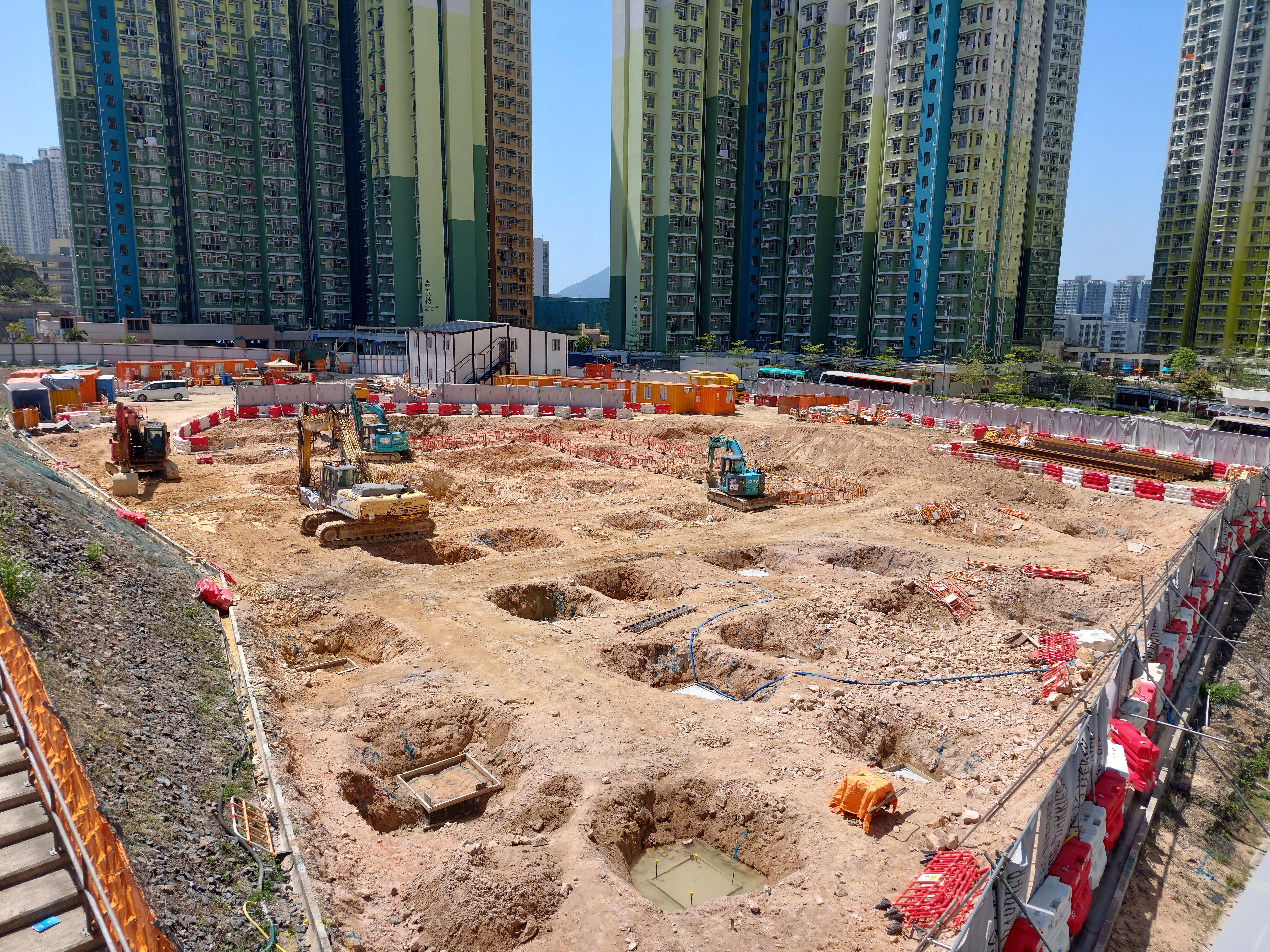
2022年4月
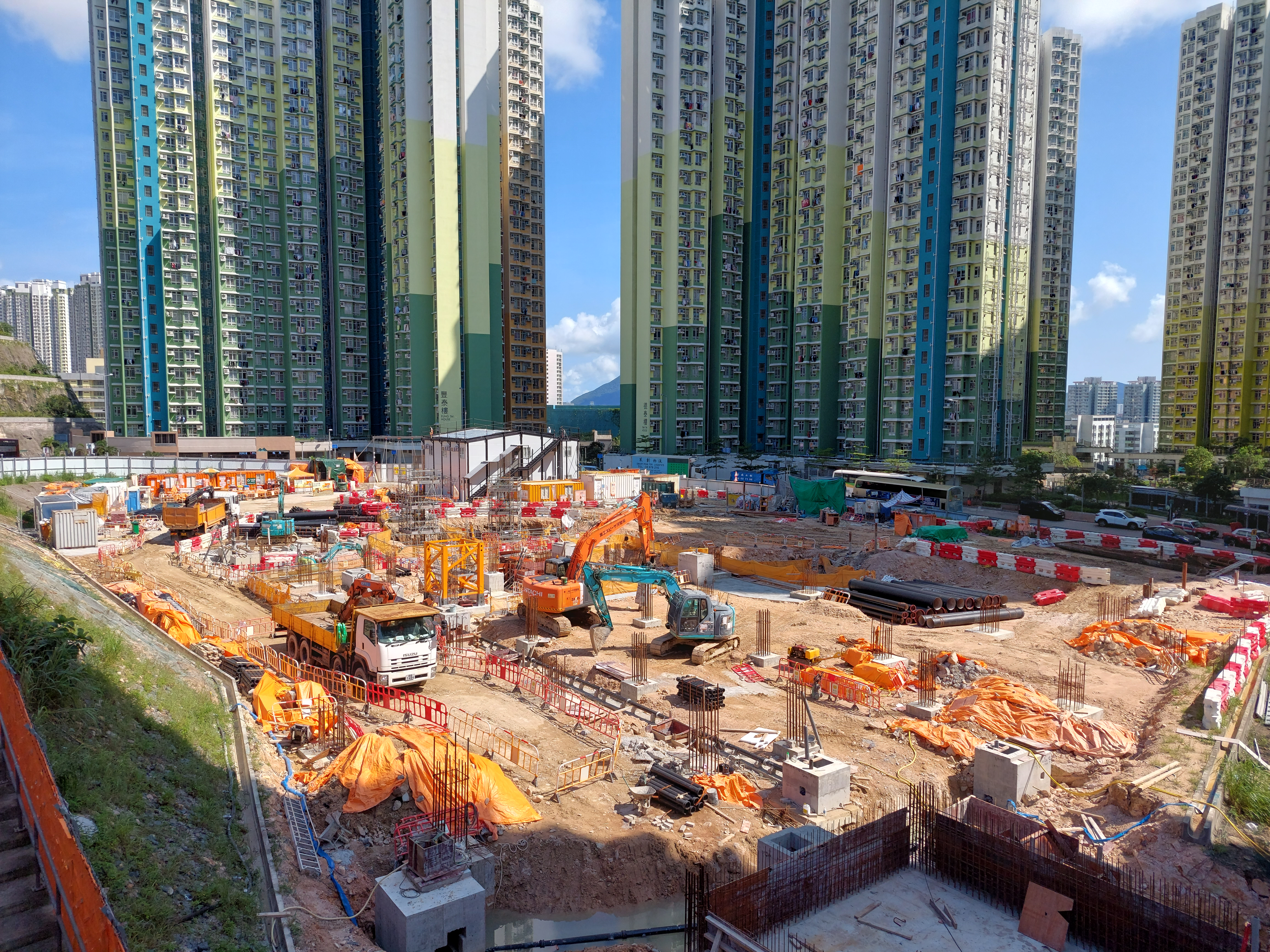
即將興建首層，2022年7月
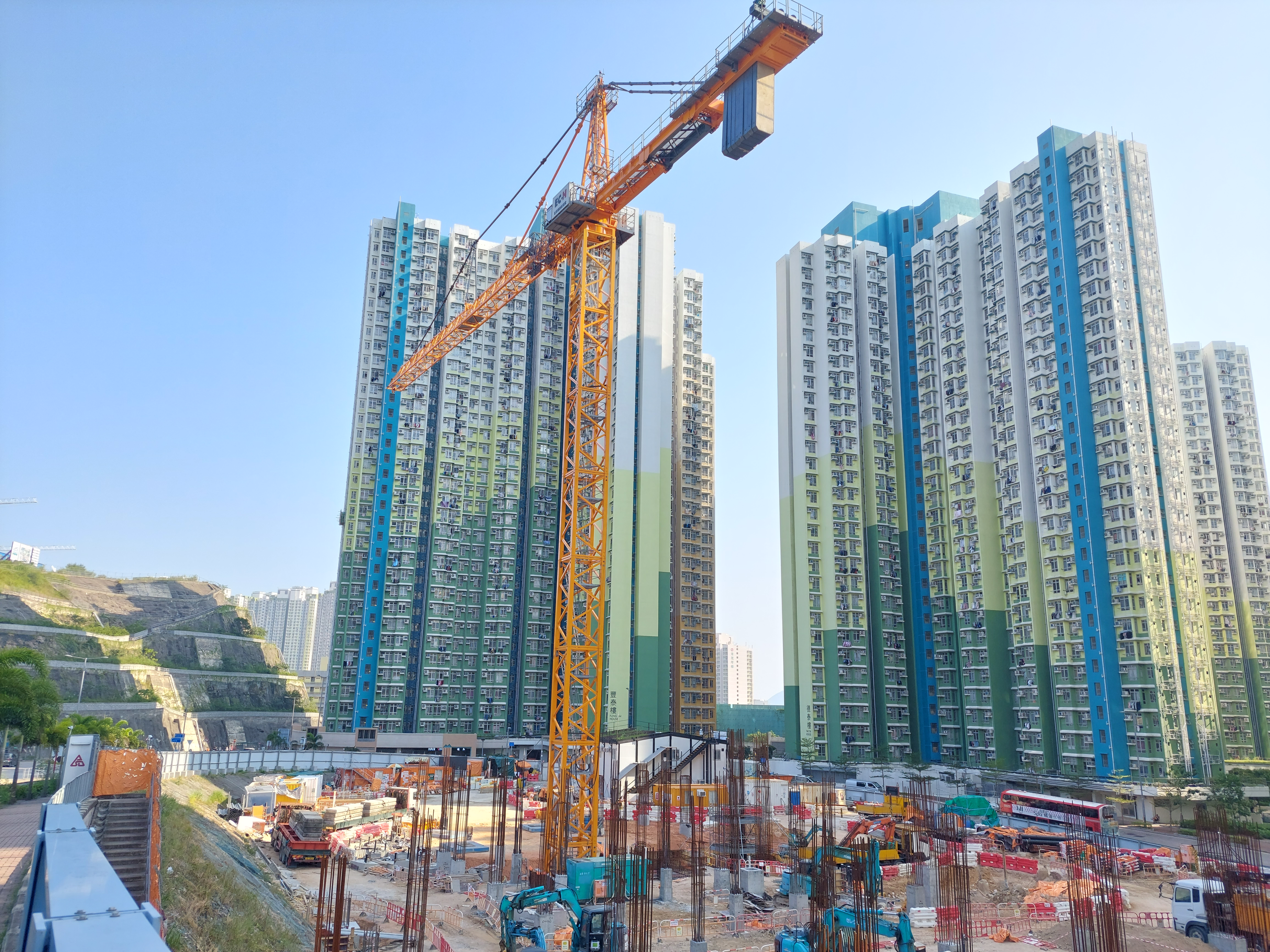
2022年9月
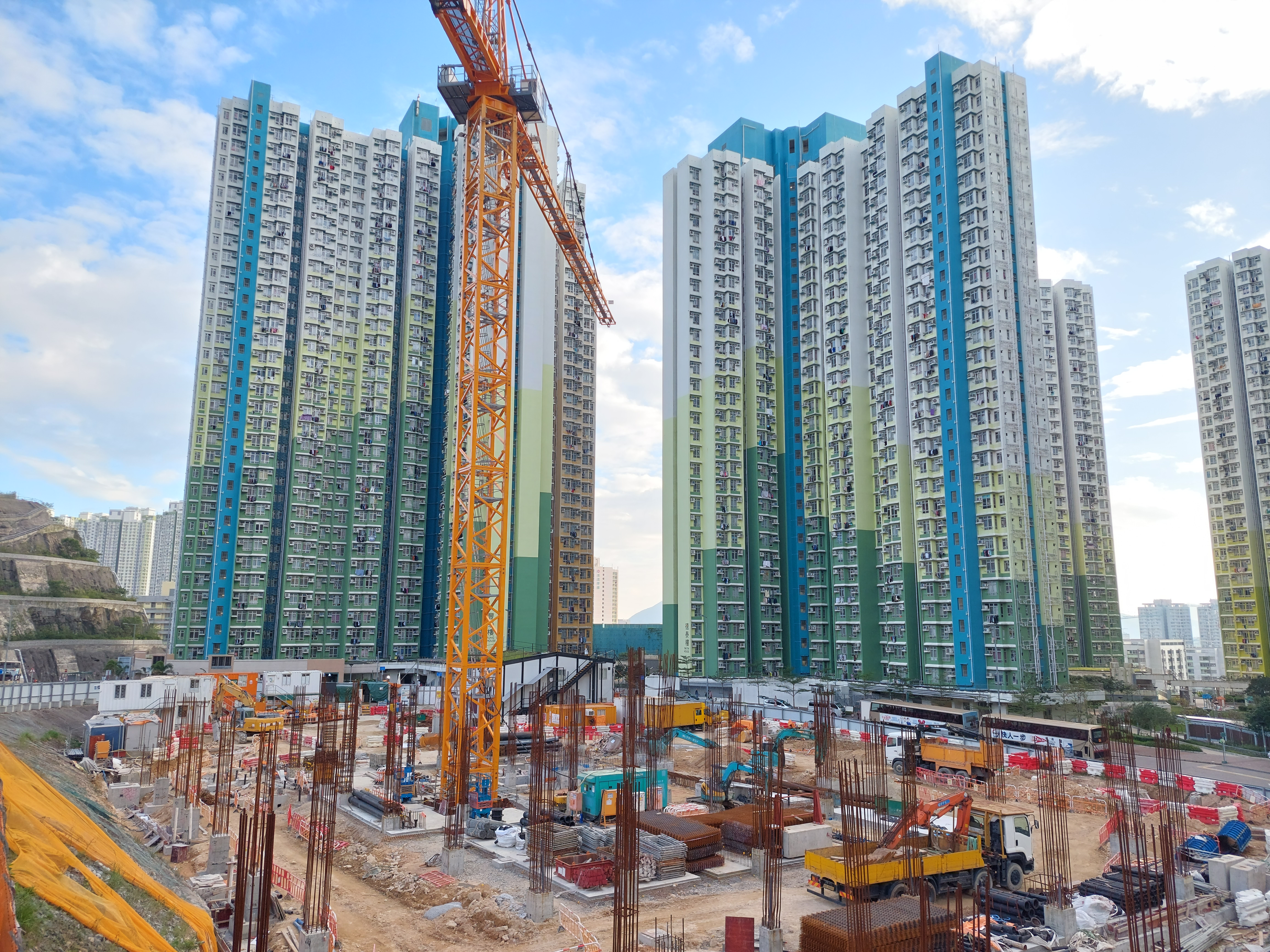
2022年12月
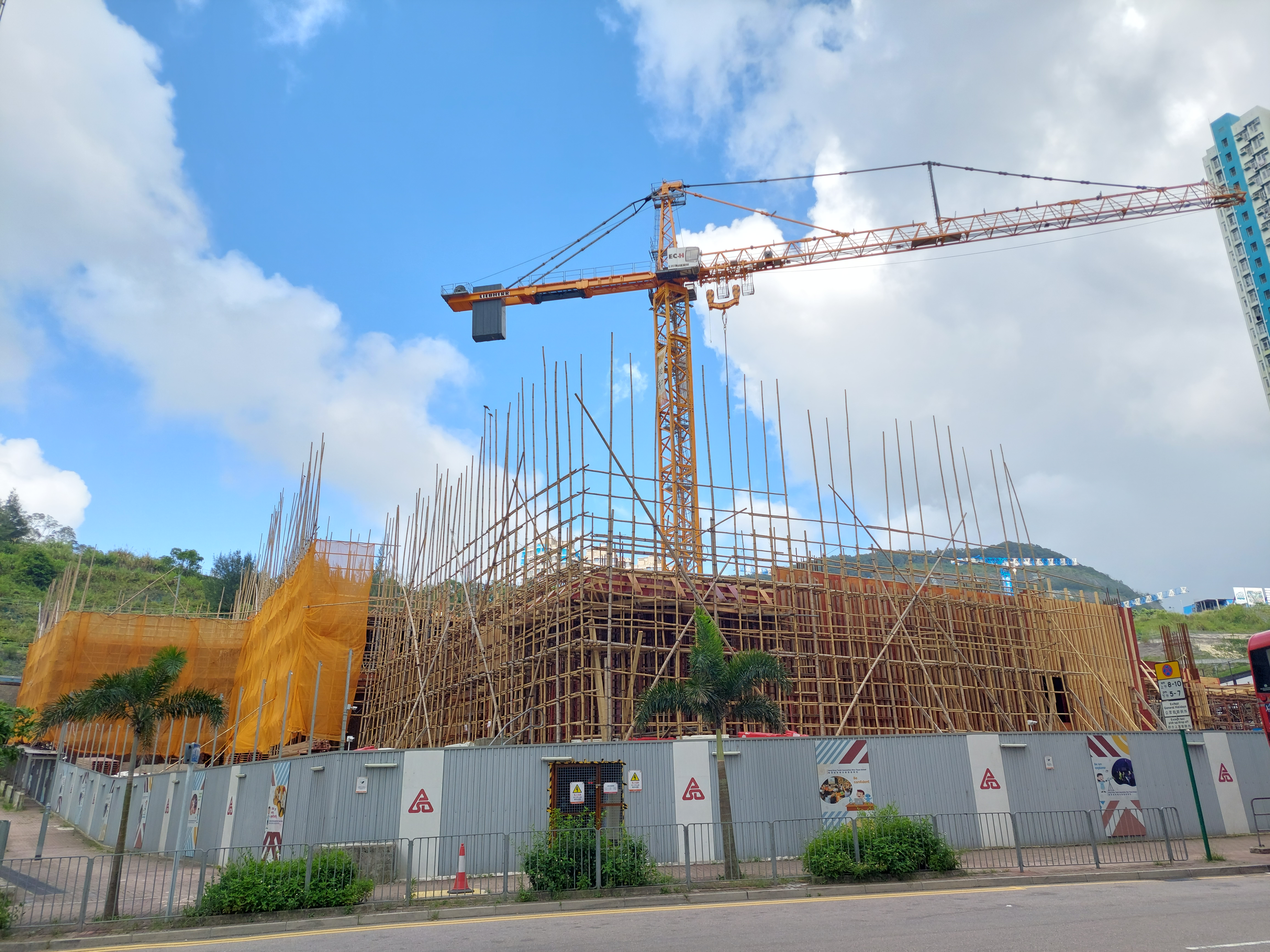
2023年6月
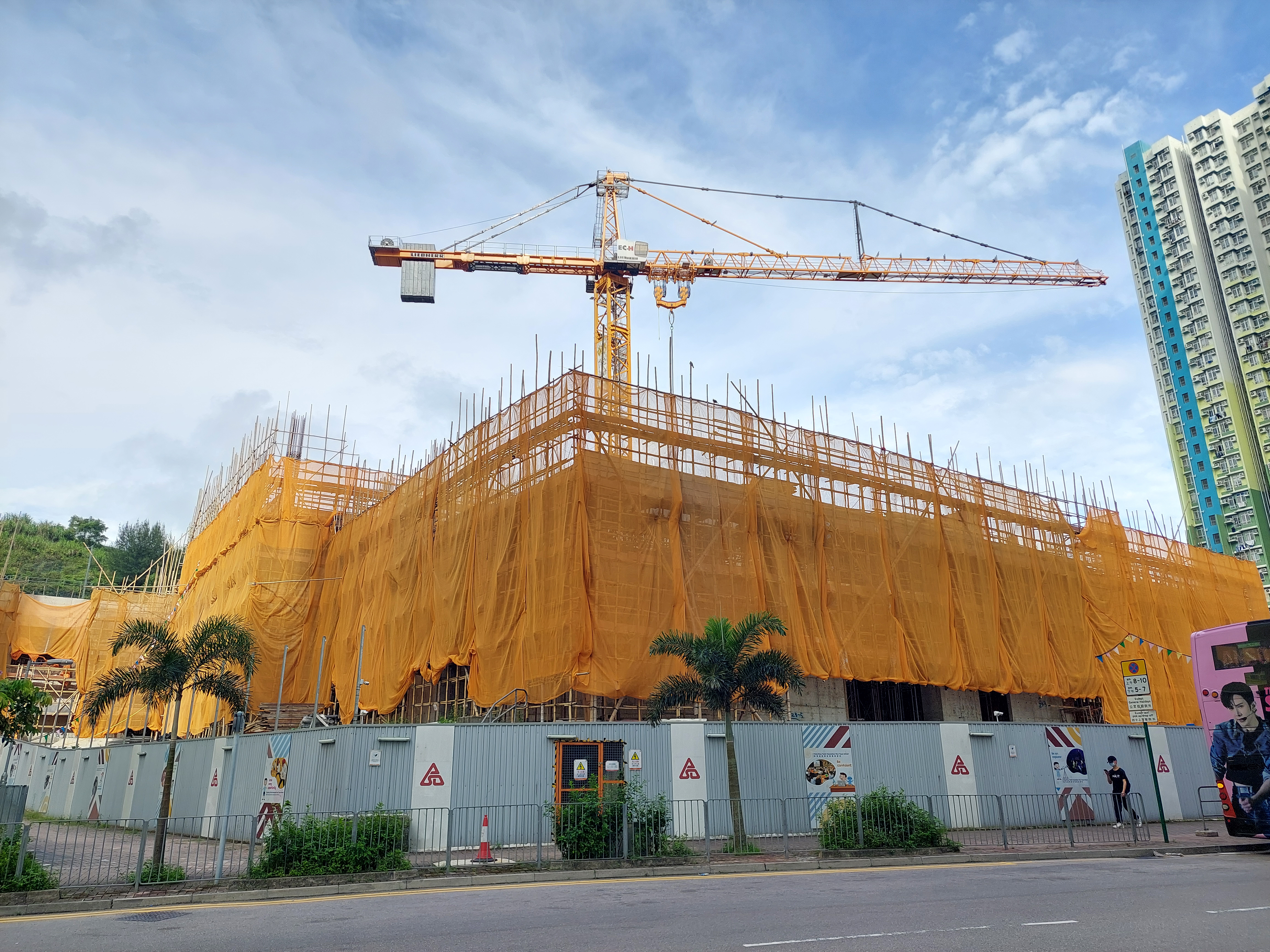
2023年8月
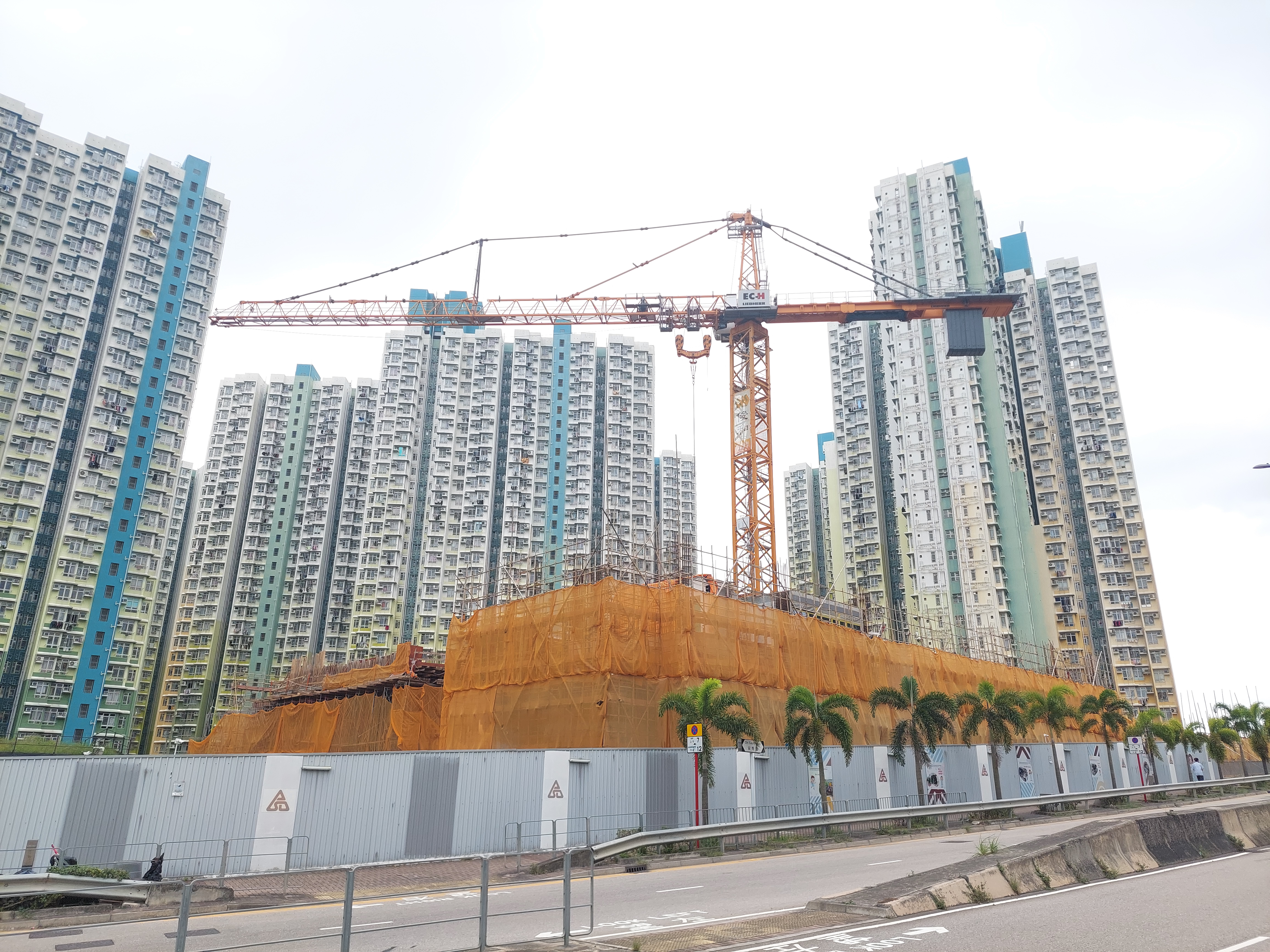
2023年10月
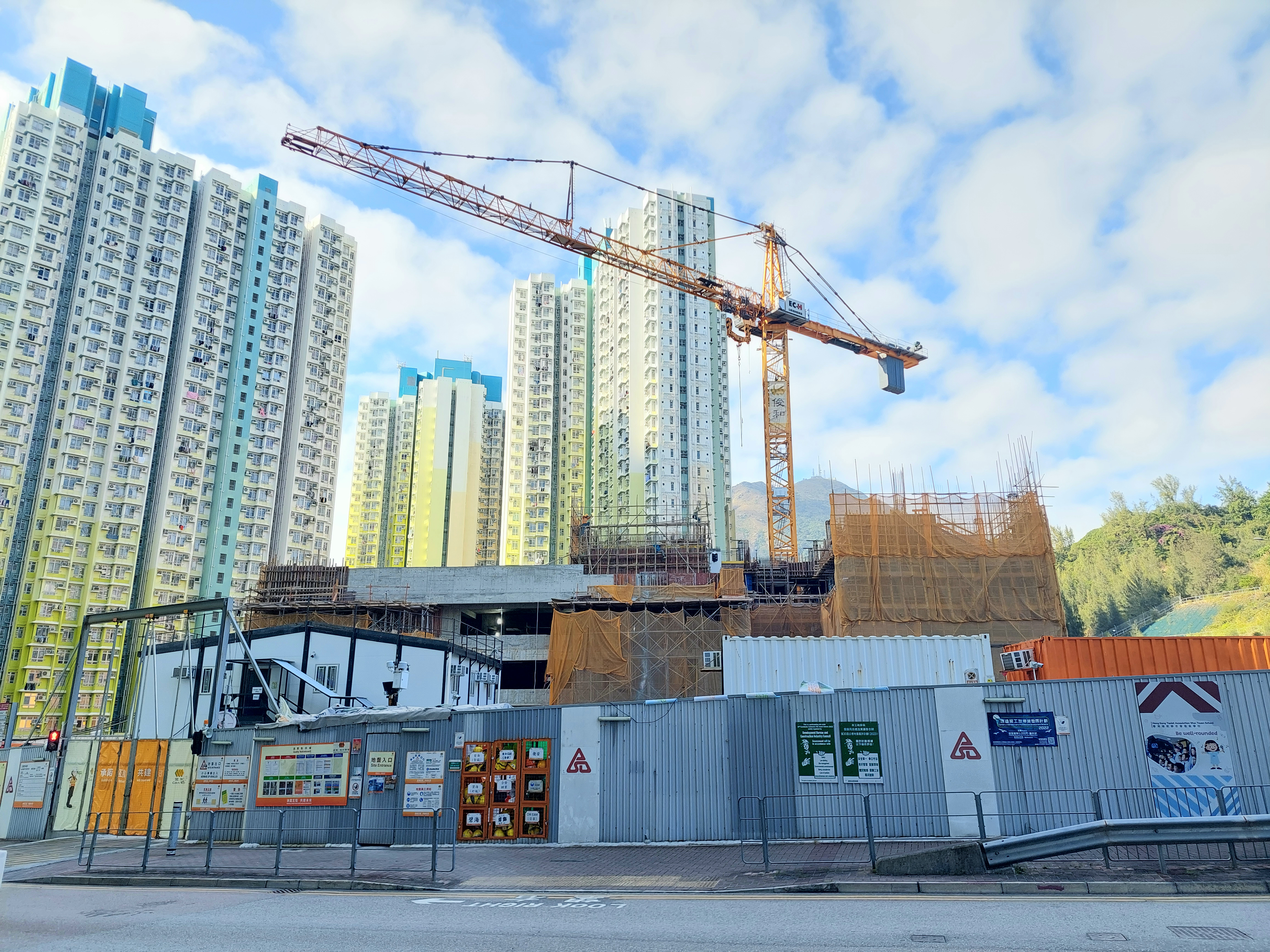
2023年12月
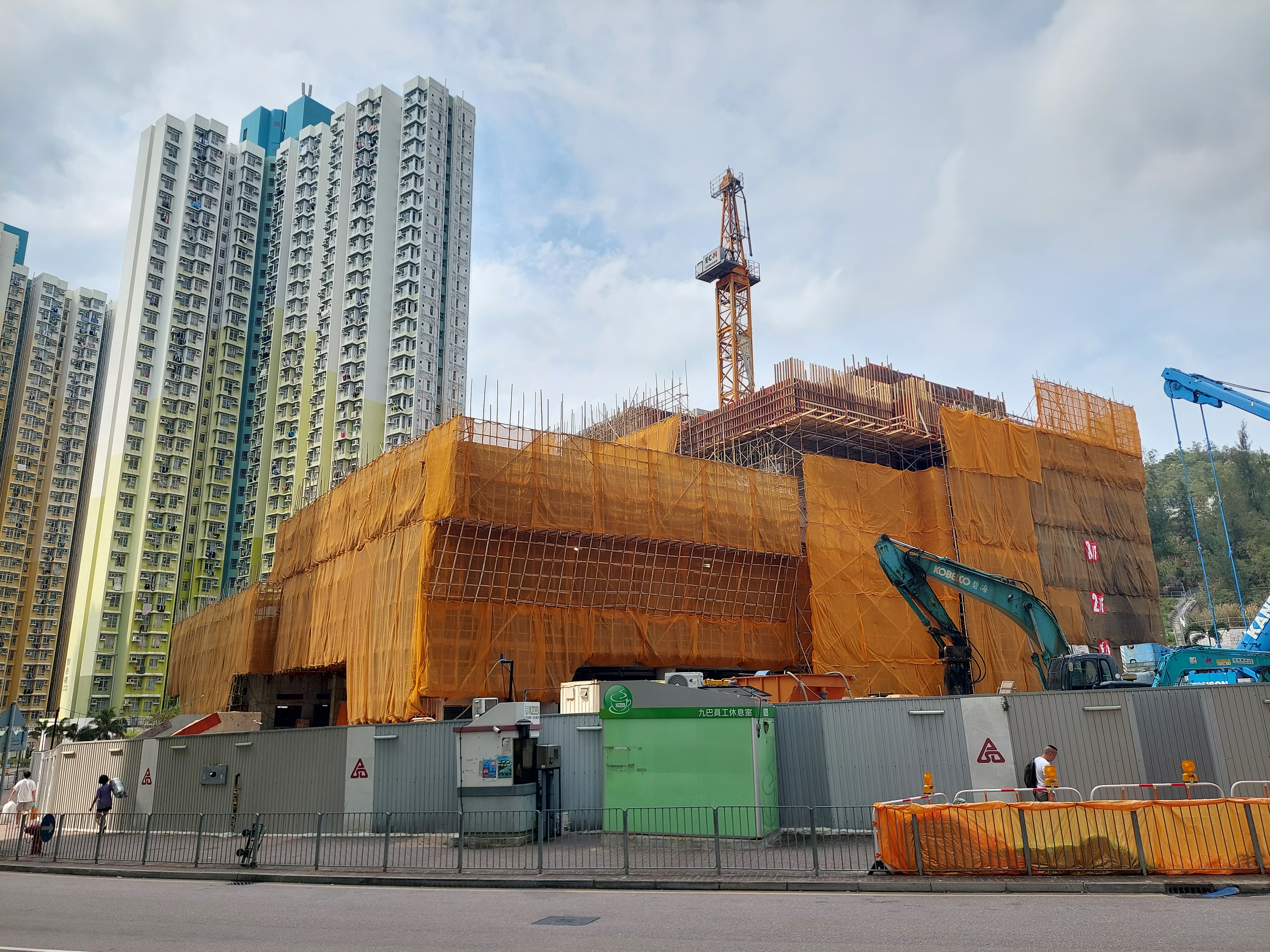
已封頂，2024年4月
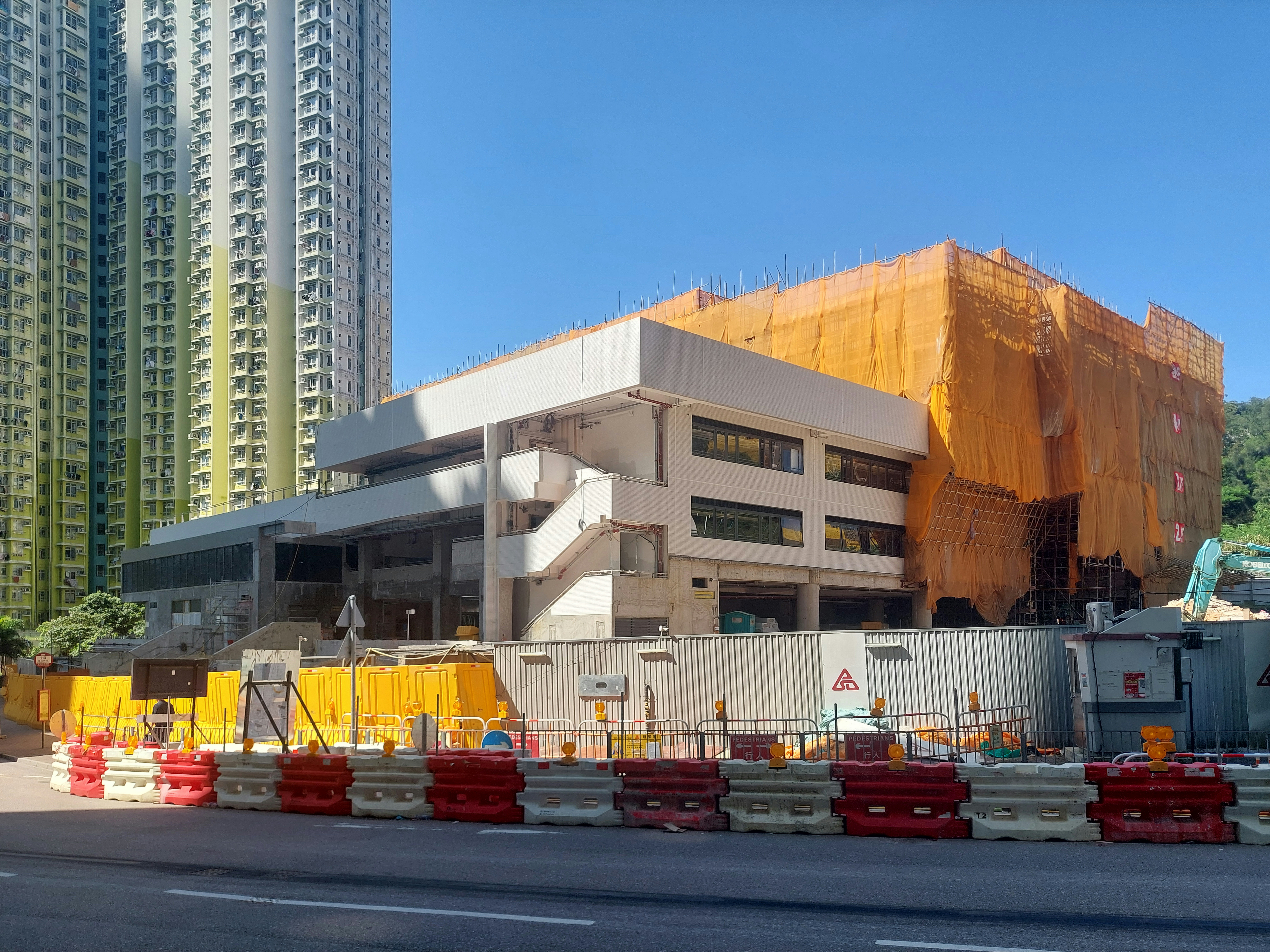
正在拆棚，2024年8月
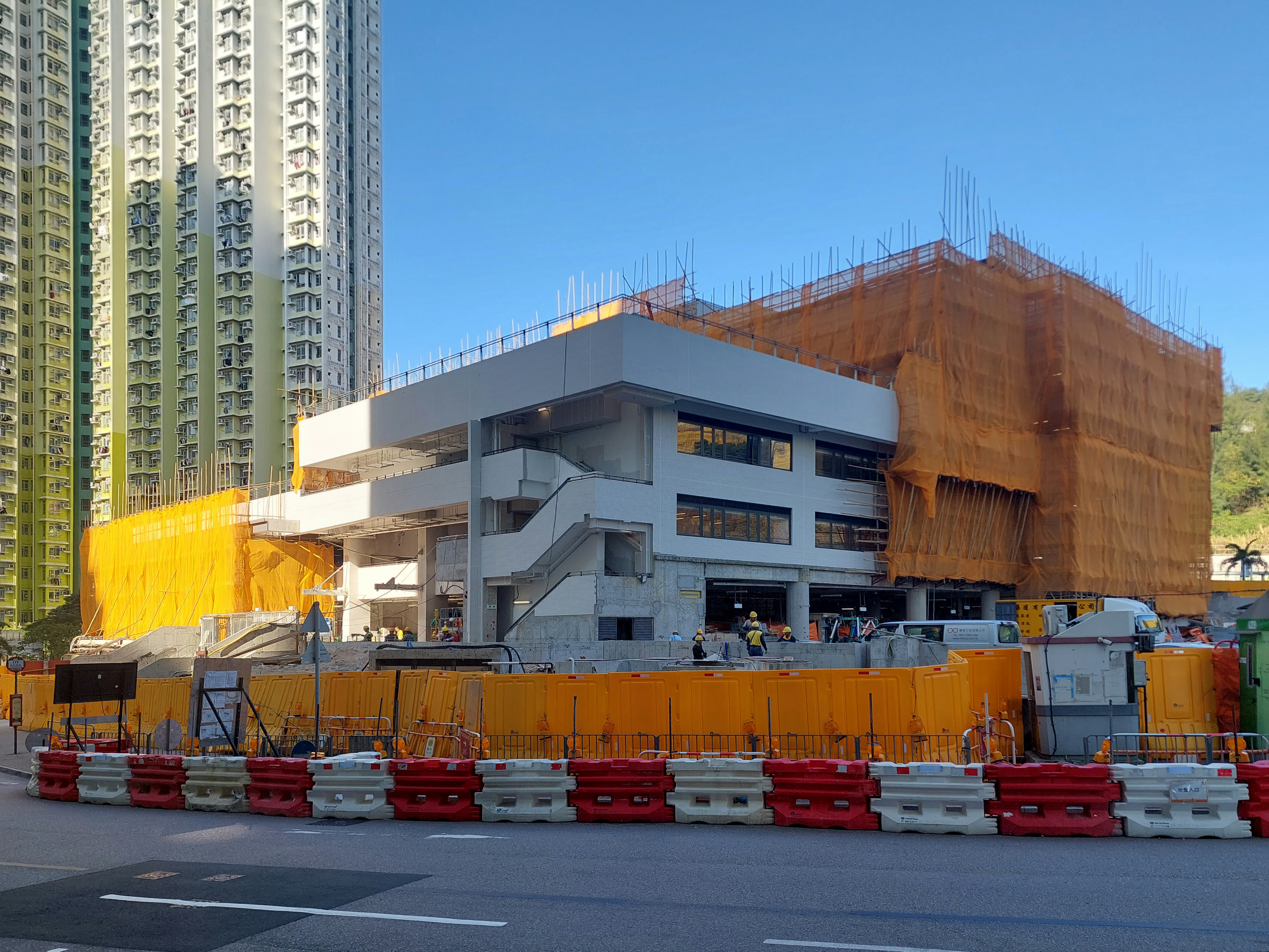
2024年11月

## 校政管理

### 歷任校監
- 趙聿修 先生[20]
- 湯國華 先生
- 吳耀東 先生[21]
- 王廣漢 先生

### 歷任校長
- 林華金 先生（約1970年代，上午校校長）[22]
- 鄧春霖 先生（約1970年代，下午校校長）[22]
- 鄧祖鵬 先生（約1980年代-2000或2001年，全日制校長，下同）[21]
- 陳超武 先生（2000或2001年[3]-？）[23]
- 鄭紀文 女士（？-2009年；後調至同系雲泉吳禮和紀念學校）[24]
- 劉惠珍 女士[25]（2009年-2018年；曾任同系圓玄小學校長）
- 張寶雯 女士（2018年起，現任校長）

### 歷任副校長
- 梁慧賢女士

## 軼事及事件
- 在此校重置校舍分配期間，同區有時限辦學的基督教聖約教會堅樂第二小學亦有份競投，以期將該校永久化[26]。由於該校無法投得校舍，已於2024年辦學期屆滿後停辦。

## 著名/傑出校友
- 楊柳青：香港女演員
- 游乃權（刁民牛）：網上電台製作人，MyRadio《賤男手記》節目主持

## 外部連結
- 香港道教聯合會雲泉學校網站 （页面存档备份，存于）

## 註解
1. ↑  另外三座分別是五旬節聖潔會永光小學、中華基督教會全完第一小學及保良局蕭漢森小學，當中此校是第四座動工的同類校舍

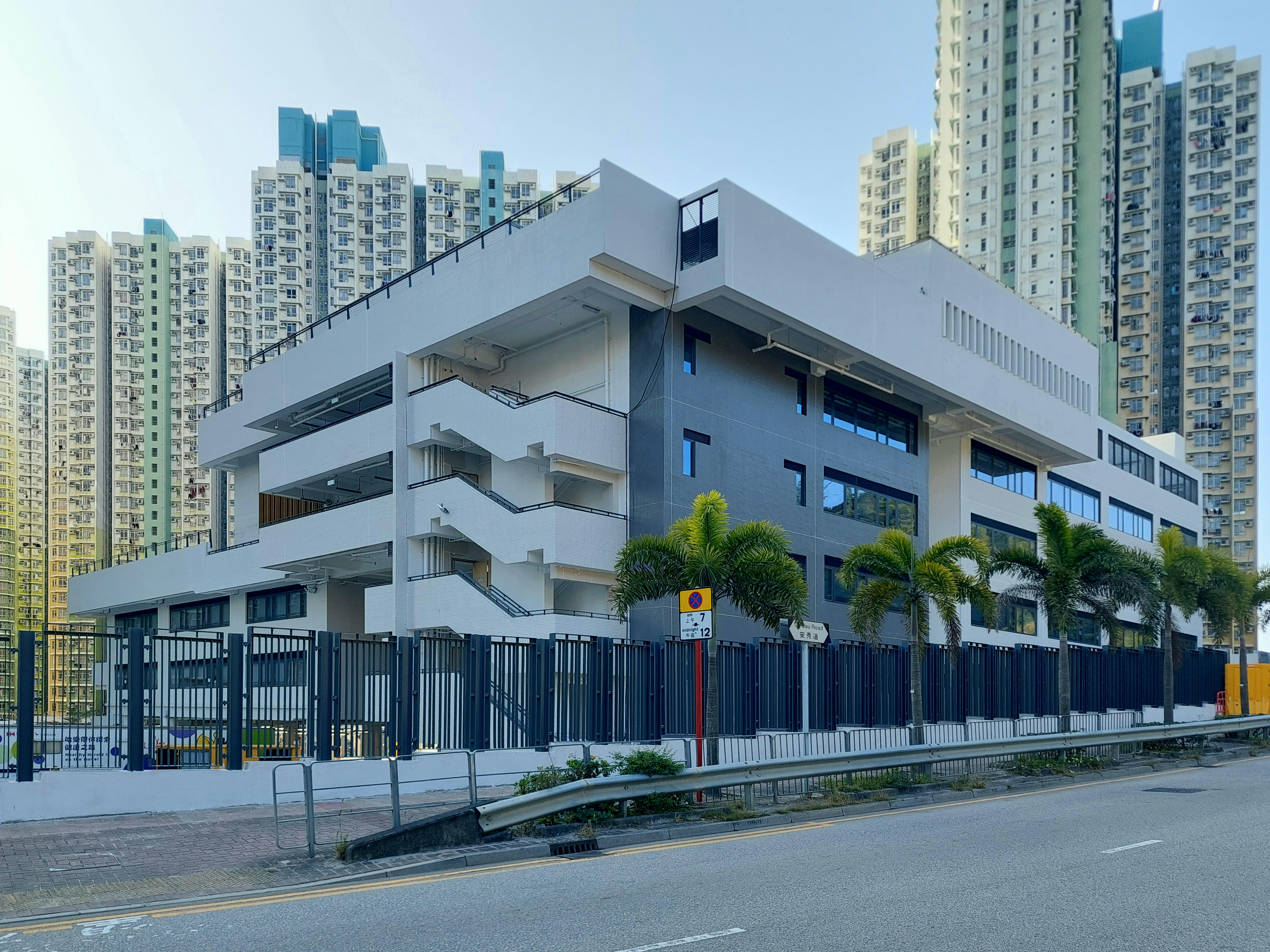
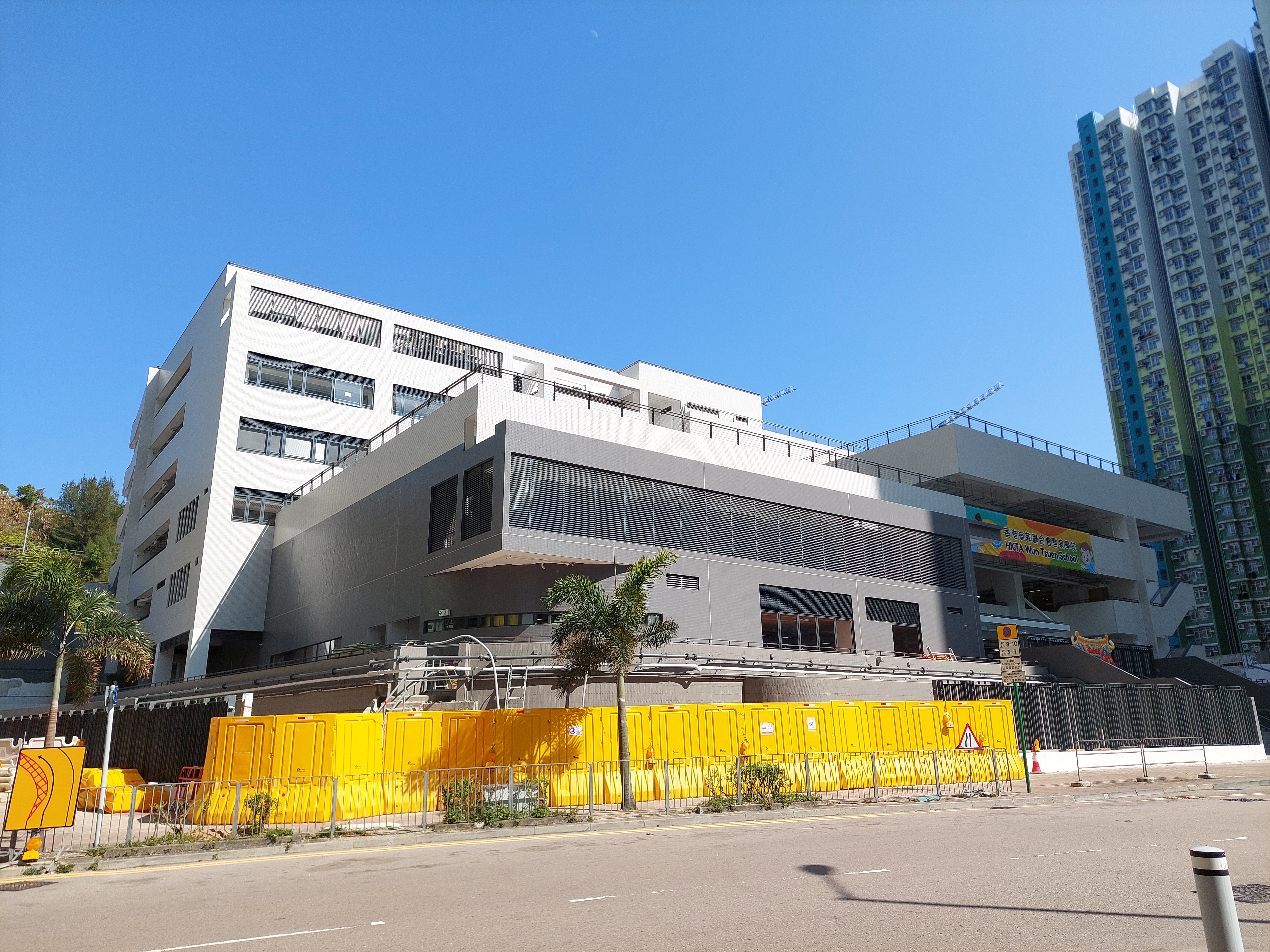